# Gravissimum Educationis
Gravissimum Educationis — декларація Другого Ватиканського собору Католицької церкви. Повна назва — Декларація про християнське виховання «Gravissimum Educationis». Затверджена папою Павлом VI 28 жовтня 1965 року, після того як була схвалена на соборі. За остаточний варіант документа висловилося 2290 учасників собору, проти — 35. Свою назву отримала за прийнятою в католицизм е практиці, двох перших словами першої фрази — «Gravissimum educationis momentum in vita hominis» (Найважливіше значення виховання в житті людини).
Декларація Gravissimum Educationis — одна з трьох декларацій Другого Ватиканського собору. Декларація складається з 12 статей, вступу і висновку.

## Зміст
Декларація підкреслює значення християнського виховання та освіти, як для дітей та юнацтва, так і для дорослих. У преамбулі декларації сказано, що "… виховання молоді, а також постійна освіта дорослих, в сучасних умовах стає справою і легшою, і необхіднішою. Адже люди, повніше усвідомлюючи свою гідність і свої обов'язки, бажають брати все активнішу участь у суспільному житті, особливо в економічній і політичній. "
У другій статті підкреслюється невід'ємне право всіх християн на відповідне виховання і освіту. Третя стаття особливо підкреслює обов'язок батьків християн по вихованню дітей за сприяння суспільства і Церкви, п'ята і шоста стаття присвячені шкільній освіті, зокрема йдеться про право батьків на вільний вибір школи й обов'язки держави щодо забезпечення якісної шкільної освіти. Восьма і дев'ята статті описують думку Собору про те, як повинні бути влаштовані католицькі школи, серед інших моментів декларація заявляє про невід'ємне право Церкви вільно засновувати школи будь-якого роду і рівню й управляти ними. Говориться про можливість навчання в католицьких школах учнів-некатоликів. У десятій статті мова йде про католицькі університети, а в одинадцятій про богословські факультети інших вищих навчальних закладів.
У висновку декларації говориться:
|  | Висловлюючи глибоку вдячність тим священикам, монахам, монахиням та мирянам, які в дусі Євангелія займаються благородною справою виховання і викладання в школах будь-якого роду і рівня, Священний Собор звертає до них свій заклик: нехай вони благородно продовжують прийняте ними служіння і стараються, виховуючи своїх учнів в дусі Христовому, відрізнятися в педагогічному мистецтві й у вивченні наук так, щоби не тільки сприяти внутрішньому оновленню Церкви, але і зберігати і примножувати її благотворну присутність в сучасному світі, особливо в сфері інтелектуальній.. |